# Désiré Doué
Désiré Nonka-Maho Doué (født 3. juni 2005) er en fransk professionel fodboldspiller, som spiller som fløjspiller for Ligue 1-klubben Paris Saint-Germain.

## Klubkarriere

### Stade Rennais
Doué kom igennem ungdomsakademiet hos Stade Rennais, og skrev sin første professionelle kontrakt med klubben i april 2022. Han fik sit førsteholdsgennembrud i 2022-23 sæsonen, hvor han trods sin unge alder blev etableret som en vigtig spiller i truppen.

### Paris Saint-Germain
Doué skiftede i august 2024 til Paris Saint-Germain.

## Landsholdskarriere
Doué har repræsenteret Frankrig på flere ungdomsniveauer.

## Privat
Doué er født i Angers til en fransk mor og en ivoriansk far. Hans bror Guéla Doué er også professionel fodboldspiller.